# Letty Lynton
Letty Lynton ist ein US-amerikanischer Spielfilm mit Joan Crawford und Robert Montgomery unter der Regie von Clarence Brown. Er entstand nach dem gleichnamigen Roman von Marie Belloc Lowndes. Der Film darf seit einer Gerichtsentscheidung von 1939 aufgrund von Urheberrechtsverletzungen nicht mehr kommerziell aufgeführt werden. Letty Lynton ist ein gutes Beispiel für den laxen Umgang mit den Zensurvorschriften vor Inkrafttreten des Production Code im Jahr 1934.

## Handlung
Letty Lynton entstammt einer äußerst wohlhabenden New Yorker Familie. Sie hat einige Zeit in Montevideo, Uruguay, gelebt, wo sie eine die Grenzen zur sexuellen Hörigkeit überschreitende Affäre mit dem zwielichtigen Emile Renaul unterhielt. Nach ihrer Rückkehr in die USA versucht Letty, ihr Leben neu zu ordnen. Ihre Zofe und enge Vertraute Miranda rät ihr, die Beziehung zu dem netten, aber langweiligen Jerry Darrow zu intensivieren. Eine Ehe mit dem respektablen Millionär wäre die ideale Art, die unschönen Vorkommnisse in Südamerika zu vergessen.
Die Romanze der beiden lässt sich gut an, doch Letty vermisst insgeheim die Leidenschaft und die Gefahr, die sie bei Emile empfunden hat. Ein gemeinsamer Trip nach Havanna endet trotzdem mit der Verlobung der Zwei. Letty fürchtet im Herzen allerdings immer noch, dass pikante Details aus ihrer Vergangenheit die Beziehung gefährden könnten. Gerade zurück in New York steht Emile am Pier und wartet auf Letty. Geistesgegenwärtig rettet Miranda die Situation und Letty fährt mit Jerry zu dessen Eltern nach Long Island. Aus einem Impuls heraus unterbricht Letty die Reise und macht noch einen Zwischenstopp bei ihrer Mutter, einer verbitterten, zynischen Frau. Sie empfindet nur Verachtung für ihre Tochter und sieht in deren sexuell freizügigem Lebenswandel das Erbe ihres verstorbenen Mannes. Als Letty das Haus verlässt, wird sie von Emile abgefangen, der von der Verlobung gehört hat. Er droht mit Enthüllungen und recht freizügigen Liebesbriefen, die Letty ihm einst schrieb. Die junge Frau willigt ein, Emile in seinem Hotelzimmer zu besuchen. Letty überredet Jerry, die Reise ohne sie fortzusetzen und verspricht, unverzüglich nachzukommen. Kaum ist ihr Verlobter aus der Tür, nimmt sie eine Flasche Wein und ein starkes Gift mit zu Emile, bereit, den Tod zu wählen, statt eines Lebens in Schande und ständiger Angst vor Enthüllungen. Gerade als Letty das Glas mit dem Gift ergreifen will, kommt es zu einem Handgemenge. Emile verwechselt das Glas und die entsetzte Letty macht keine Anstalten, ihn zu warnen. Emile stirbt einen qualvollen Tod und Letty eilt unter Schock davon und geradewegs nach Long Island. Dort empfangen sie Jerrys Eltern mit großer Freundlichkeit. Zu Ehren ihrer Schwiegertochter in spe organisieren sie rasch eine rauschende Party und Letty, die noch unter Schock steht, amüsiert sich prächtig. Auf dem Höhepunkt der Gesellschaft gesteht Letty plötzlich ohne erkennbaren äußeren Anlass ihrer künftigen Schwiegermutter alles. Gemeinsam mit Jerry und Miranda begleitet sie die junge Frau zum Bezirksstaatsanwalt John J. Haney, der sie des Mordes an Emile bezichtigt. Letty will gerade alles gestehen, als Jerry behauptet, er hätte die ganze Nacht mit Letty verbracht und außerdem wisse er alles über die kompromittierenden Briefe. Plötzlich steht Mrs. Lynton im Raum. Sie behauptet, gehört zu haben, wie Letty Jerry erzählt habe, Emile würde sich selber töten, sollte sie nicht zurück zu ihm kommen. Miranda bestätigt ebenfalls die Geschichte. Der Bezirksstaatsanwalt schließt die Akten und attestiert den Selbstmord von Emile. Alle verlassen glücklich das Gerichtsgebäude. Für Letty und Jerry steht einer gemeinsamen Zukunft nichts mehr im Wege. Auch das Verhältnis zu ihrer Mutter ist jetzt geklärt.

## Hintergrund
Joan Crawford erreichte in den frühen 1930ern einen ersten Karrierehöhepunkt. Nachdem sie durch die Darstellung lebenslustiger junger Damen, damals Flapper genannt, in Filmen wie Our Dancing Daughters zu Ruhm gekommen war, übernahm sie ab 1930 zunehmend ernste Rollen. Meist war Crawford als selbstbewusste Frau zu sehen, die sich ihr Glück und den sozialen Aufstieg aus eigener Kraft erkämpft. Das Studio legte dabei größten Wert auf die Garderobe, die für die ganz überwiegend weibliche Anhängerschaft der Schauspielerin von mehr Interesse war als die Handlung an sich.
Letty Lynton bildete, wenn man so will, das Epitom von Crawfords Einfluss auf die Damenmode der Zeit. Chefdesigner Gilbert Adrian entwarf für den Film unter anderem ein weißes Kleid aus Organza und Chiffon, das angedeutete Puffärmel hatte. Die Reaktion der Zuschauerinnen war überwältigend: als Konfektion wurde das Model in Kaufhäusern wie Macy’s einige hunderttausend Mal verkauft. Ebenfalls gerne kopiert wurde ein Mantel mit einem üppigen, halbhohen Kragen aus Fuchspelz. Auch die diversen Hüte, die Crawford im Verlauf der Handlung trägt, fanden ihren Weg in die Alltagsmode. Crawford verlangte, dass der bekannte New Yorker Friseur Sydney Guilaroff exklusiv für ihre Haare während der Dreharbeiten verpflichtet wurde. Das Studio war mit dem Ergebnis so zufrieden, dass Guilaroff einen Vertrag erhielt, der am Ende über 30 Jahre lief. Ursprünglich sollte Clark Gable die Rolle des Jerry übernehmen, doch war er bereits für Polly of the Circus mit Marion Davies verpflichtet, den einzigen kommerziellen Reinfall aller seiner Filme während der Dekade. Der Film kam unter dem Titel Der letzte Schritt 1935 in die deutschen Kinos.
Crawford mochte den Film sehr. Sie äußerte sich gegenüber Roy Newquist noch Jahrzehnte später begeistert:

„Letty Lynton" war für mich persönlich ein noch größerer Erfolg (als Menschen im Hotel). Eine unglaublich gute Story und ein fantastisches Drehbuch und ein Charakter, mit dem ich mich identifizieren konnte, dank der erneuten Hilfe von Clarence Brown. (Adrians Kostüme waren wiederum absolut phantastisch, aber er war so ein Experte, er gab mir nie das Gefühl, mich zu einem Kleiderständer zu degradieren.) Wenn es jemals eine Joan Crawford Retrospective geben wird, hoffe, ich dass sie diesen Film zeigen. Der Schauspielstil mag etwas veraltet sein, aber nicht zu sehr.“

## Probleme mit der Zensur
Der Film, dessen Handlung lose Anleihen an den spektakulären Mordprozess gegen Madeleine Smith nimmt, der 1857 England erschütterte, hatte enorme Probleme mit der Zensur. Letty begeht eine Straftat, als sie Renaul nicht abhält, dass Gift zu trinken, doch am Ende wird sie durch eine kollektive Lüge ihrer Angehörigen unbehelligt von der Justiz in eine glückliche Zukunft mit einem Millionär entlassen. Dieser mehr als laxe Umgang mit den Zensurvorschriften, wonach sich Verbrechen für den Täter nicht lohnen darf, war typisch für die Zeit, die von Filmhistorikern als Pre-Code Ära bezeichnet wird. Erst mit dem Inkrafttreten des strengen Production Code im Juni 1934 war es unmöglich, eine Straftat ungesühnt auf der Leinwand zu präsentieren. Der Umstand, dass Letty nicht für ihre Handlung zur Verantwortung gezogen wird, führte 1932 zu einem Verbot durch die Zensurbehörden in England, infolgedessen der Film als eine der wenigen US-amerikanischen Produktionen der 1930er nicht kommerziell aufgeführt werden durfte.
1936 kam es zu einem Gerichtsverfahren um die Urheberrechte am Drehbuch. Der Kläger Edward Sheldon führte an, die Handlung würde sich zu eng an seinem Stück Dishonored Lady orientieren. 1939 entschied ein Berufungsgericht auf eine Urheberrechtsverletzung durch MGM. Dem Kläger wurde ein Fünftel der Einnahmen von Letty Lynton zugesprochen und die weitere Verbreitung untersagt. 1947 brachte United Artists eine Verfilmung des Bühnenstücks von Edward Sheldon unter dem Titel Dishonored Lady mit Hedy Lamarr in die Kinos. David Lean vermied 1950 weiteren Streit, als er bei seiner Adaption der Geschehnisse in dem Film Madeleine die Handlung in die Zeit um 1900 verlegte.

## Kinoauswertung
Mit Produktionskosten von $ 347.000 war Letty Lynton eine vergleichsweise kostengünstige Produktion. Die Einnahmen betrugen in den USA mit $ 754.000 gut ein Drittel weniger als die vorherigen Streifen der Schauspielerin. Mit den Auslandseinnahmen von $ 418.00 und einem Gesamtergebnis von nur knapp $ 1.172.000 blieb der Film insgesamt hinter den Erwartungen zurück. Am Ende machte MGM doch noch einen Gewinn von $ 390.000, was angesichts der sich immer mehr verschärfenden Wirtschaftskrise mehr als adäquat war.

## Kritiken
Der Film erhielt meist gute Kritiken.
Mordaunt Hall zeigte sich recht angetan in der New York Times:

„Miss Crawford gibt eine effiziente Darstellung und Mr. Montgomery ist wirklich gut in seiner Rolle. Louise Closser Hale macht das Meiste aus der Rolle der Miranda, obwohl ihre Dialoge nicht immer einfach umzusetzen sind.“

Photoplay war begeistert:

„Die Spannung, die der Film auf eine effektive Art aufbaut ist wirklich einzigartig und macht den Film zu einem der besten in diesem Monat. [...] Joan Crawford als Letty ist perfekt. Nils Asther ist ein faszinierender Schurke. [...] Die Regie und ein starkes Schauspielensemble machen Letty Lynton wirklich sehenswert.“

Der Motion Picture Herald machte auf einen besonders für die weiblichen Fans wichtigen Aspekt aufmerksam:

„Wirklich alles, was Sie sich als gute Unterhaltung wünschen wurde in diesen sehr gut gespielten und umgesetzten Film eingebaut. Die Kleider, die Miss Crawford trägt, werden noch für Wochen das Stadtgespräch bilden...und wie sie sie trägt!“